# Hrádek nad Nisou
Hrádek nad Nisou (pronunție în cehă [ˈɦraːdɛk ˈnad ɲɪsou̯]; în germană Grottau, în poloneză Gródek nad Nysą) este un oraș din Republica Cehă.

## Istoric
Până în 1918, orașul a fost parte a Monarhiei Austriece (partea austriacă a Austro-Ungariei după Compromisul austro-ungar din 1867), fiind inclus în districtul Reichenberg (Liberec), unul din cele 94 de Bezirkshauptmannschaften din Boemia.
Din 1938 până în 1945 a fost unul dintre orașele regiunii Sudetenland, anexate de Germania Nazistă.

## Relații internaționale

### Orașe înfrățite

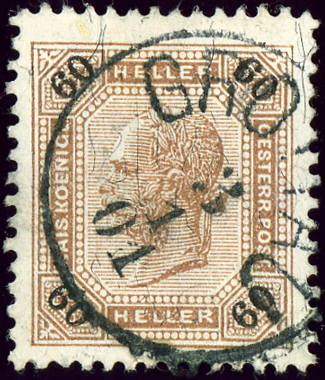
Timbru al Imperiului Austriac, cu inscripția Grottau ștampilată în 1901

Hrádek nad Nisou este înfrățit cu:
- Bogatynia, Polonia